# Ernst Welker

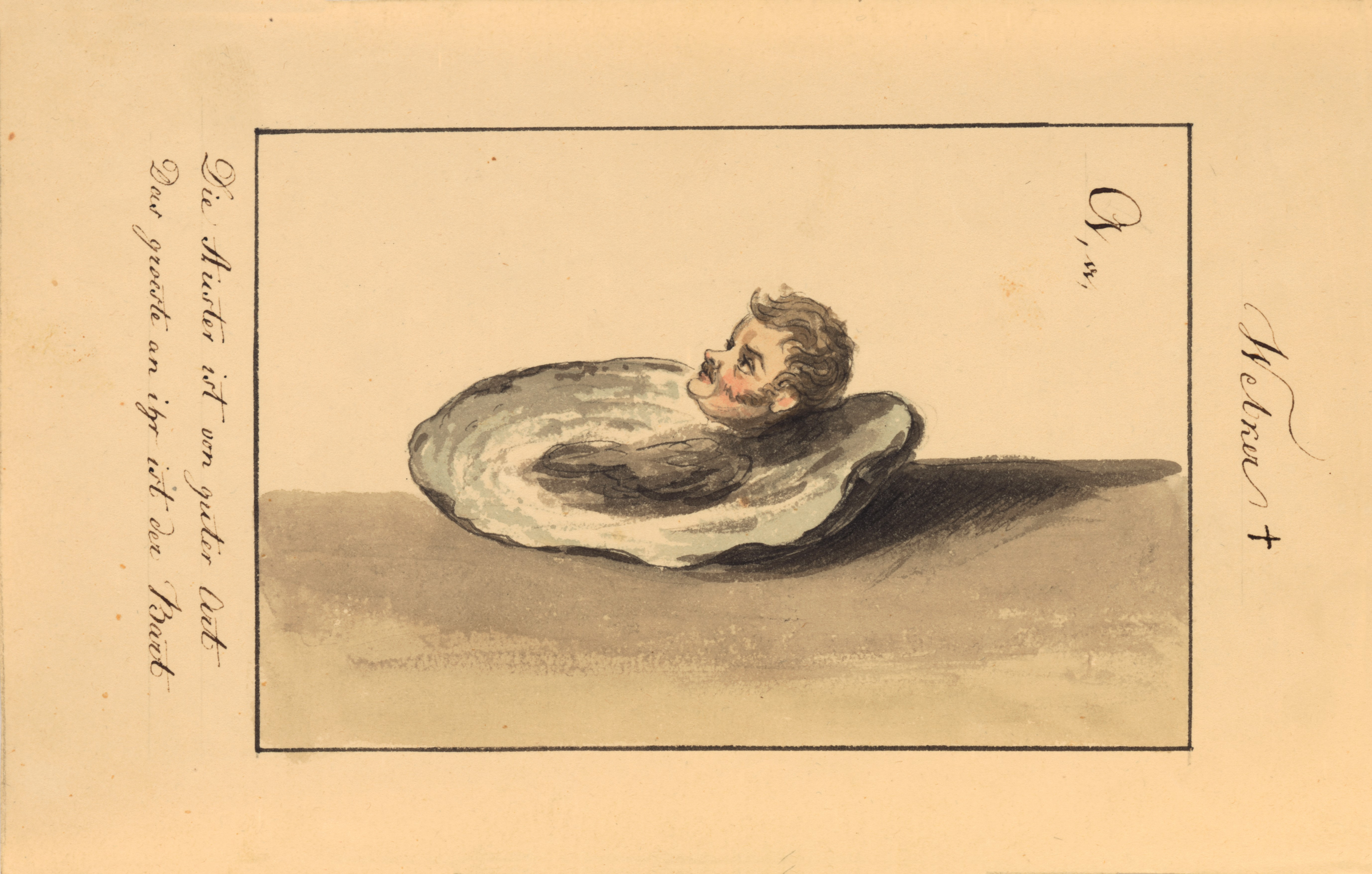
Ernst Welker (Selbstporträt)

Ernst Welker (* 4. April 1784 in Gotha; † 30. September 1857 in Wien) war ein österreichischer Landschafts- und Architekturmaler sowie Kupferstecher.

## Leben
Welker war der Sohn des Geheimen Archivars Philipp Friedrich Welker aus Gotha.
Er war zunächst Schüler am Weimarischen Freien Zeicheninstitut beim Kupferstecher Johann Christian Ernst Müller (1766–1824). Danach studierte er von 1804 bis 1808 an der Akademie der bildenden Künste Wien. Als freiwilliger Lützower Jäger nahm er an den Befreiungskriegen teil und war Augenzeuge des Todes von Theodor Körner (1791–1813).
Mit seinen Freunden Johann Christoph Erhard (1795–1822), Johann Adam Klein (1792–1875) und den Brüdern Friedrich Philipp Reinhold (1779–1840) und Heinrich Reinhold (1788–1825) unternahm er 1818 eine Studienreise durch das Salzkammergut.
1817 unternahm er mit Heinrich Philipp Reinhold und Johann Christian Erhard die nächste Studienreise nach Niederösterreich, in die Schneeberggegend sowie nach Höllenberg. In Wien war Ernst Welker Mitglied der Unsinnsgesellschaft. 1818 und 1819 war er als Zeichenlehrer und Karikaturist am Schlosse der Herzogin Dorothea von Kurland „Musenhof Löbichau“ tätig.
Den Zeitraum von 1821 bis 1828 verbrachte er in Rom, danach ließ er sich in Wien nieder. 1837 besuchte er die Länder des Nahen Ostens.
Welker schuf Landschaften und Architekturansichten aus der Umgebung Wiens, von Salzburg, aus der Steiermark, Kärnten, der Schweiz und Italien. Er war ordentliches Mitglied des Vereines zur Beförderung der bildenden Künste in Wien.

## Galerie

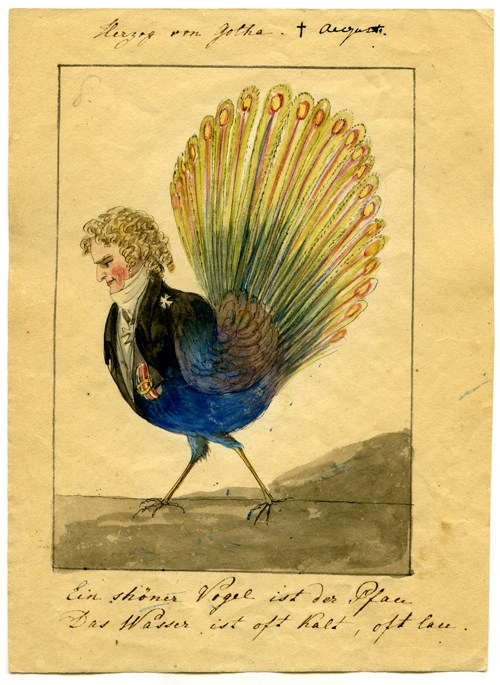
Herzog von Gotha
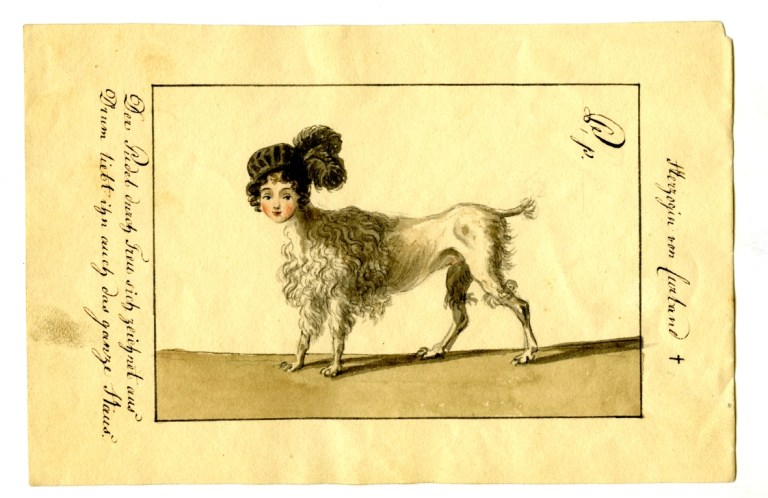
Herzogin von Kurland
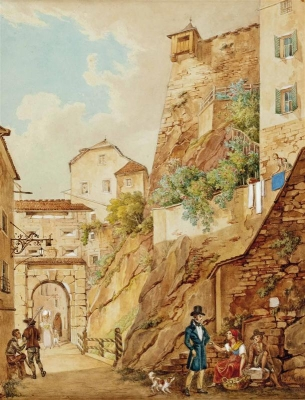
Das Steintor in Salzburg
Karl Rosty von Vackolz (Karikatur)

## Ausstellungen
- Sehnsuchtsziel Italien: Der Maler Ernst Welker auf Reisen und im Salon der Herzogin von Kurland, Museum Burg Posterstein, Posterstein, 17. Juli 2022 – 13. November 2022[2]